# Кете Штреземан
Кете Штреземан (нім. Käte Stresemann, урод. Клеєфельд (Kleefeld); 15 липня 1883, Ланквіц — 23 липня 1970, Західний Берлін) — дружина рейхсканцлера Німеччини Густава Штреземана.

## Біографія
Кете Штреземан — дочка заможного берлінського промисловця Адольфа Клеєфельда, народилася 15 липня 1883. Батьки Кете, єврейського походження, перейшли у протестантизм. Кете повінчалася з Густавом Штреземаном, товаришем свого брата Курта з навчання у Лейпцигу, 20 жовтня 1903 року у Меморіальної церкви кайзера Вільгельма у Берліні. Тоді Штреземан працював керівником у союзі німецьких виробників шоколаду. У Штреземанів народилися два сини — Вольфганг (1904) та Йоахім (1908). Кете Штреземан надавала дружину гідну підтримку. Коли Штреземан очолив міністерство закордонних справ, їхній будинок на Тауенцінштрасі в Берліні став місцем зустрічей дипломатів та еліти суспільства.
Єврейське походження Кете викликало нападки правих на Штреземана. Навесні 1939 року Кете Штреземан разом із сином Вольфгангом залишили Німеччину та виїхали до Йоахима до США.
Кете Штреземанн була нагороджена орденом Червоного Хреста та орденом Королівського болгарського будинку.